# Молль, Доминик
Доминик Молль (фр. Dominik Moll; род. 7 мая 1962, Бюль) — французский кинорежиссёр и сценарист. Лауреат кинопремии «Сезар» 2001 года за лучшую режиссёрскую работу в фильме «Гарри — друг, который желает вам добра».

## Биография
Доминик Молль родился 7 мая 1962 года в городе Бюль, вырос в Баден-Бадене. Образование получил в парижском Институте кинематографических исследований (IDHEC, сейчас La femis). Учился в Нью-йоркском университете.
Как режиссёр, Доминик Молль дебютировал в 1983 году с короткометражной лентой по новелле Чарльза Буковски «Одеяло» (англ. The Blanket). Свой первый полнометражный фильм «Интимность» по собственному сценарию Молль поставил в 1994 году.
Вторым полнометражным фильмом Молля стала лента 2000 года «Гарри — друг, который желает вам добра», за которую в 2001 году режиссёр стал лауреатом премии «Сезар» в категории «Лучший режиссёр» и номинировался на «Золотую пальмовую ветвь» 53-го Международного кинофестиваля в Каннах.
В 2005 году Доминик Молль снял свой третий фильм «Лемминг», в которой снялись Андре Дюссолье, Шарлотта Генсбур, Лоран Люка и Шарлотта Рэмплинг. Фильм, который был отобран для участия в конкурсной программе 58-го Каннского кинофестиваля, открывал его и соревновался за получение главной награды фестиваля — Золотой пальмовой ветви.
В 2010 году на экраны вышла драма «Чёрные небеса», в которой Доминик Молль написал сценарий в соавторстве с режиссёром фильма Жилем Маршаном.
В 2011 году режиссёр адаптировал для кино готический роман XVIII века, написанный Мэтью Грегори Льюисом, поставив одноимённый фильм «Монах» с Венсаном Касселем, Деборой Франсуа, Джеральдин Чаплин и Сержи Лопесом в главных ролях.
В 2023 году детективный триллер режиссёра «Таинственное убийство» взял главный приз кинопремии «Сезар», сам Молль победил в номинации за лучшую режиссуру.

## Фильмография
Режиссёр и сценарист
| Год  | Русское название                       | Оригинальное название               | Примечания                             |
| ---- | -------------------------------------- | ----------------------------------- | -------------------------------------- |
| 1987 | Гинеколог и его секретарша             | Le gynecologue secretaire et sa     | короткометражный; режиссёр, сценарист  |
| 1994 | Интимность                             | Intimite                            | режиссёр, сценарист                    |
| 2000 | Гарри — друг, который желает вам добра | Harry, un ami qui vous veut du bien | режиссёр, сценарист (с Жилем Маршаном) |
| 2005 | Лемминг                                | Lemming                             | режиссёр, сценарист                    |
| 2005 | Чёрные небеса                          | L’autre monde                       | сценарист                              |
| 2011 | Монах                                  | Le moine                            | режиссёр                               |
| 2013 | Туннель                                | The Tunnel                          | сериал (Canal+); режиссёр              |
| 2016 | Новости с планеты Марс                 | Des nouvelles de la planète Mars    | режиссёр                               |
| 2019 | Магия зверя                            | Seules les bêtes                    | режиссёр                               |
| 2022 | Таинственное убийство                  | La Nuit du 12                       | режиссёр, сценарист                    |

## Награды
| Международный кинофестиваль в Чикаго              |                                                                           |                                                                  |           |
| 2000                                              | Гран-при «Золотой Гюго» за лучший фильм                                   | Гарри — друг, который желает вам добра                           | Победа    |
| Каннский кинофестиваль                            |                                                                           |                                                                  |           |
| 2000                                              | Золотая пальмовая ветвь                                                   | Гарри — друг, который желает вам добра                           | Номинация |
| 2005                                              | Золотая пальмовая ветвь                                                   | Лемминг                                                          | Номинация |
| Братиславский международный кинофестиваль         |                                                                           |                                                                  |           |
| 2000                                              | Гран-при                                                                  | Гарри — друг, который желает вам добра                           | Номинация |
| Премия Европейской киноакадемии                   |                                                                           |                                                                  |           |
| 2000                                              | Лучший сценарист                                                          | Гарри — друг, который желает вам добра (вместе с Жилем Маршаном) | Номинация |
| Премия «Сезар»                                    |                                                                           |                                                                  |           |
| 2001                                              | Лучший фильм                                                              | Гарри — друг, который желает вам добра                           | Номинация |
| 2001                                              | Лучшая режиссёрская работа                                                | Гарри — друг, который желает вам добра                           | Победа    |
| 2001                                              | Лучший оригинальный или адаптированный сценарий (вместе с Жилем Маршаном) | Гарри — друг, который желает вам добра                           | Номинация |
| 2023                                              | Лучший фильм                                                              | Таинственное убийство                                            | Победа    |
| 2023                                              | Лучшая режиссёрская работа                                                | Таинственное убийство                                            | Победа    |
| 2023                                              | Лучший адаптированный сценарий (вместе с Жилем Маршаном)                  | Таинственное убийство                                            | Победа    |
| Премия BAFTA                                      |                                                                           |                                                                  |           |
| 2001                                              | Лучший фильм неагломовний                                                 | Гарри — друг, который желает вам добра                           | Номинация |
| Международный кинофестиваль в Сан-Диего           |                                                                           |                                                                  |           |
| 2001                                              | Лучший фильм                                                              | Гарри — друг, который желает вам добра                           | Номинация |
| Каталонский международный кинофестиваль в Ситжеси |                                                                           |                                                                  |           |
| 2005                                              | Лучший фильм                                                              | Лемминг                                                          | Номинация |
| Королевское телевизионное общество Великобритании |                                                                           |                                                                  |           |
| 2014                                              | Приз за лучшую музыку и оригинальное название                             | Тунель                                                           | Победа    |
| Хрустальный глобус                                |                                                                           |                                                                  |           |
| 2014                                              | Приз за лучший телевизионный фильм или телесериал                         | Тунель (вместе с Беном Ричардсом)                                | Победа    |